# Ulmus pseudopropinqua
Ulmus pseudopropinqua là một loài thực vật có hoa trong họ Ulmaceae. Loài này được Wang & Li miêu tả khoa học đầu tiên năm 1955.